# A11 (Letland)
De A11 is een hoofdweg in Letland die Liepāja verbindt met de Litouwse grens bij Rucava. In Litouwen loopt de weg als A13 verder naar Klaipėda. Vanaf Liepāja loopt de weg verder als A9 naar Riga. De A11 loopt langs de kust van de Oostzee en is 57 kilometer lang.
A1 · A2 · A3 · A4 · A5 · A6 · A7 · A8 · A9 · A10 · A11 · A12 · A13 · A14 · A15